# Callejón sin salida (película de 1966)
Callejón sin salida (título original: Cul-de-Sac) es una película británica de 1966, dirigida por Roman Polanski. Protagonizada por Donald Pleasence, Françoise Dorléac, Lionel Stander, Jack MacGowran e Iain Quarrier en los papeles principales.
Ganadora del premio Oso de Oro 1966 del Festival Internacional de Cine de Berlín (Roman Polanski).

## Sinopsis
Dos delincuentes prófugos, Richard "Dicky" (Lionel Stander), herido de un disparo, y Albie (Jack MacGowran), ya agonizante, se refugian en un viejo castillo a orillas del océano, propiedad de un estadounidense cobarde, George (Donald Pleasence) y su desinhibida esposa francesa, Teresa (Françoise Dorléac). Allí, Dicky y Albie esperan que su jefe venga a recogerlos. Albie muere, y Dicky establece una extraña relación con el excéntrico matrimonio.

## Reparto
- Donald Pleasence como George
- Françoise Dorléac como Teresa
- Lionel Stander como Richard
- Jack MacGowran como Albie
- Iain Quarrier como Christopher
- Geoffrey Sumner como Christopher's Father
- Renee Houston como Madre de Christopher
- Robert Dorning
- Philip Fairweather como Marie Kean
- Marion Fairweather como William Franklyn
- Cecil
- Jacqueline Bisset como Jacqueline
- Trevor Delaney como Horace

## Comentarios
Polanski retoma el motivo central de su primer largometraje, el "dos son compañía, tres son multitud", al volver a incluir un elemento desestabilizador dentro de una pareja.
Para algunos, una maravillosa mezcla de cine negro y humor negro, en la que Polanski consigue —de nuevo, según algunos— uno de sus mejores guiones, con diálogos divertidísimos y situaciones inesperadas; sin olvidar el ambiente claustrofóbico típico de su cine.
Resulta llamativo el modo en que el encierro y el carácter enfermizo de las atmósferas se construye y se remarca a través de pequeños objetos que pululan sin sentido y repetitivamente por la pantalla, como las gallinas, cangrejos y huevos omnipresentes en el film. Estos pequeños seres parecen condensar en sí el sin-sentido, la vacuidad que constituye el sentído último de las vidas de los personajes. En este papel de sedes de algo que no puede decirse y capaces sin embargo de condensar en sí una íntima verdad de las vidas de los personajes, resultan comparables a los objetos corporales de Cronemberg.
Una de las ideas que pueden construirse a partir del argumento es que las instituciones que rigen la vida occidental son esencialmente vacías e inocuas, carecen de capacidad para regir las vidas de los personajes, que antes que transgredirlas las ignoran, guiados por sus pasiones. Son tan eficaces a la hora de poner límites a los sujetos como el castillo de los protagonistas y su matrimonio. Sin embargo, estas pasiones llevan a todos a un callejón sin salida; ninguno va a ningún lado. De hecho, en una de las escenas del fim, la esposa pide que la lleven a cualquier lado.